# 대한민국 철도청 3200호대 디젤 기관차
3200호대 디젤 기관차는 3100호대의 차량 제조사인 ALCO 사가 부도가 나서 부품 공급에 어러움을 겪자, GM-EMD 사의 엔진형식 8-645E형으로 개조하면서 차호가 바뀐 43량의 디젤전기기관차이다. 제식명칭은 ALCO DL-532이다. 주로 비둘기호 객차를 견인하거나 단거리 화물을 회송하였으며, 1968년 경전선 개통열차를 운행하기도 하였다. 현재는 모두 퇴역하였으며, 일부 차량이 미국으로 수출 매각되거나 민간에 고철 매각되었다.

## 현황
총 43대가 3100호대 디젤 기관차로부터 개번되었다. 현재 모든 차량이 퇴역하였고, 고철 매각되거나 미국으로 수출되었다.
| 차호   | 시리얼  | 도입 시기   | 운행 중단 시기 | 비고 |
| ------ | ------- | ----------- | -------------- | --- |
| 3201호 | 3469-07 | 1966년 11월 | 2001년         | 구 3107호에서 개번. 2002년 고철 매각되었다.                                                                                 |
| 3202호 | 3469-08 | 1966년 11월 | 2001년         | 구 3108호에서 개번. 2002년 고철 매각되었다.                                                                                 |
| 3203호 | 3469-09 | 1966년 11월 | 2001년         | 구 3109호에서 개번. 2002년 고철 매각되었다.                                                                                 |
| 3204호 | 3469-10 | 1966년 11월 | 2004년         | 구 3110호에서 개번. 2005년 고철 매각되었다.                                                                                 |
| 3205호 | 3469-11 | 1966년 11월 | 2004년         | 구 3111호에서 개번. 2004년 고철 매각되었다.                                                                                 |
| 3206호 | 3469-12 | 1966년 11월 | 2004년         | 구 3112호에서 개번. 2005년 고철 매각되었다.                                                                                 |
| 3207호 | 3469-13 | 1966년 11월 | 2004년         | 구 3113호에서 개번. 2004년 고철 매각되었다.                                                                                 |
| 3208호 | 3469-14 | 1966년 11월 | 2004년         | 구 3114호에서 개번. 2005년 고철 매각되었다.                                                                                 |
| 3209호 | 3469-15 | 1966년 11월 | 2004년         | 구 3115호에서 개번. 2004년 고철 매각되었다.                                                                                 |
| 3210호 | 3469-16 | 1966년 11월 | 2004년         | 구 3116호에서 개번. 2005년 고철 매각되었다.                                                                                 |
| 3211호 | 3469-17 | 1966년 11월 | 2004년         | 구 3117호에서 개번. 미국으로 매각되었으나 자메이카로 수출되었다.                                                            |
| 3212호 | 3469-18 | 1966년 11월 | 2004년         | 구 3118호에서 개번. 미국으로 매각되었으나 자메이카로 수출되었다.                                                            |
| 3213호 | 3469-19 | 1966년 11월 | 2004년         | 구 3119호에서 개번. 2004년 고철 매각되었다.                                                                                 |
| 3214호 | 3469-20 | 1966년 11월 | 2004년         | 구 3120호에서 개번. 2004년 고철 매각되었다.                                                                                 |
| 3215호 | 3469-21 | 1966년 11월 | 2004년         | 구 3121호에서 개번. 2004년 고철 매각되었다.                                                                                 |
| 3216호 | 3469-22 | 1966년 11월 | 2004년         | 구 3122호에서 개번. 2005년 고철 매각되었다.                                                                                 |
| 3217호 | 3469-23 | 1966년 11월 | 2004년         | 구 3123호에서 개번. 2005년 고철 매각되었다.                                                                                 |
| 3218호 | 3469-24 | 1966년 11월 | 2004년         | 구 3124호에서 개번. 2006년 고철 매각되었다.                                                                                 |
| 3219호 | 3469-25 | 1966년 11월 | 2004년         | 구 3125호에서 개번. 2004년 고철 매각되었다.                                                                                 |
| 3220호 | 3469-26 | 1966년 11월 | 2004년         | 구 3126호에서 개번. 2004년 고철 매각되었다.                                                                                 |
| 3221호 | 3469-27 | 1966년 11월 | 2004년         | 구 3127호에서 개번. 2005년 고철 매각되었다.                                                                                 |
| 3222호 | 3469-28 | 1966년 11월 | 2004년         | 구 3128호에서 개번. 2005년 고철 매각되었다.                                                                                 |
| 3223호 | 3469-29 | 1966년 11월 | 2004년         | 구 3129호에서 개번. 2005년 고철 매각되었다.                                                                                 |
| 3224호 | 3469-30 | 1966년 11월 | 2004년         | 구 3130호에서 개번. 재생하여 부산철도차량정비단의 입환용 기관차로 사용하였으나, 2010년 고철 매각되었다.                     |
| 3225호 | 3469-31 | 1966년 11월 | 2004년         | 구 3131호에서 개번. 2006년 고철 매각되었다.                                                                                 |
| 3226호 | 3469-32 | 1966년 11월 | 2004년         | 구 3132호에서 개번. 2005년 고철 매각되었다.                                                                                 |
| 3227호 | 3469-33 | 1967년 1월  | 2004년         | 구 3133호에서 개번. 2005년 고철 매각되었다.                                                                                 |
| 3228호 | 3469-34 | 1967년 1월  | 2004년         | 구 3134호에서 개번. 2005년 고철 매각되었다.                                                                                 |
| 3229호 | 3469-35 | 1967년 1월  | 2004년         | 구 3135호에서 개번. 재생하여 부산철도차량정비단의 입환용 기관차로 사용하였으나, 2010년 고철 매각되었다.                     |
| 3230호 | 3469-36 | 1967년 1월  | 2004년         | 구 3136호에서 개번. 2004년 고철 매각되었다.                                                                                 |
| 3231호 | 3469-37 | 1967년 1월  | 2004년         | 구 3137호에서 개번. 2005년 고철 매각되었다.                                                                                 |
| 3232호 | 3469-38 | 1967년 1월  | 2004년         | 구 3138호에서 개번. 2004년 고철 매각되었다.                                                                                 |
| 3233호 | 3469-39 | 1967년 1월  | 2004년         | 구 3139호에서 개번. 2005년 고철 매각되었다.                                                                                 |
| 3234호 | 3469-49 | 1967년 1월  | 2004년         | 구 3149호에서 개번. 2004년 고철 매각되었다.                                                                                 |
| 3235호 | 3469-40 | 1967년 1월  | 2004년         | 구 3140호에서 개번. 2005년 고철 매각되었다.                                                                                 |
| 3236호 | 3469-41 | 1967년 1월  | 2004년         | 구 3141호에서 개번. 미국으로 매각되었으나 자메이카로 수출되었다.                                                            |
| 3237호 | 3469-42 | 1967년 1월  | 2004년         | 구 3142호에서 개번. 2004년 고철 매각되었다.                                                                                 |
| 3238호 | 3469-43 | 1967년 1월  | 2004년         | 구 3143호에서 개번. 2004년 고철 매각되었다.                                                                                 |
| 3239호 | 3469-44 | 1967년 1월  | 2004년         | 구 3144호에서 개번. 2005년 고철 매각되었다.                                                                                 |
| 3240호 | 3469-45 | 1967년 1월  | 2003년         | 구 3145호에서 개번. 미국으로 수출되었으나 미국 일리 노이주 마운트 버논 NRE 기지에서 방치 중이였으나 2006년 고철 매각되었다. |
| 3241호 | 3469-46 | 1967년 1월  | 2003년         | 구 3146호에서 개번. 미국으로 수출되었으나 미국 일리 노이주 마운트 버논 NRE 기지에서 방치 되었다.                            |
| 3242호 | 3469-47 | 1967년 1월  | 2003년         | 구 3147호에서 개번. 2004년 고철 매각되었다.                                                                                 |
| 3243호 | 3469-48 | 1967년 1월  | 2003년         | 구 3148호에서 개번. 2006년 고철 매각되었다.                                                                                 |